# Somewhere over the Rainbow / What a Wonderful World
Somewhere over the Rainbow / What a Wonderful World (auch bekannt als: Over the Rainbow / What a Wonderful World; englisch für „Irgendwo über dem Regenbogen / Was für eine wundervolle Welt“) ist eine Vokalnummer des US-amerikanischen Weltmusik-Sängers Israel Kamakawiwoʻole, auch bekannt als IZ. Das Medley, das aus zwei ursprünglich selbständigen Liedern besteht, erschien erstmals 1990, erreichte jedoch erst 2007 kommerzielle Erfolge im Vereinigten Königreich und 2010 im deutschsprachigen Raum.

## Entstehung und Veröffentlichung
Somewhere over the Rainbow / What a Wonderful World ist eine Kombination der beiden Lieder Over the Rainbow und What a Wonderful World. Das Original von Over the Rainbow sang Judy Garland 1939 in dem Film Der Zauberer von Oz, geschrieben hatten es Harold Arlen sowie E. Y. Harburg. Das Lied What a Wonderful World schrieben George Douglas (Bob Thiele) und George David Weiss, weithin bekannt wurde es mit Louis Armstrong, der es mehrfach aufnahm, zunächst 1967.
Die Erstveröffentlichung des Medleys erfolgte als Teil von IZ’s Debütalbum Ka ʻAnoʻi im Jahr 1990 durch den Musikverlag Discos Tropical. Es ist eine Reggae-Pop-Variante, die im Dolphin Sound als Produktion von Kata Maduli im Jahre 1989 eingespielt wurde. Am 1. November 1993 erschien eine Neuaufnahme des Titels auf IZ’s zweitem Studioalbum Facing Future, eine Akustikversion, die er im Studio nur einmal einspielte und in der sich IZ selbst mit der Ukulele begleitet. Diese Version lässt sich der Weltmusik zuordnen. Produziert wurde sie von Jon de Mello, veröffentlicht von Big Boy Records und Mountain Apple. Im Jahr 2005 – acht Jahre nach IZ’s Tod – erschien das Medley in seiner Akustikversion erstmals als Single in den Vereinigten Staaten; die Single mit der B-Seite White Sandy Beach trug die Bezeichnung „IZ“. Ein Jahr später, im Jahr 2006, erschien eine Maxi-Single im Vereinigten Königreich mit den B-Seiten Over the Rainbow und White Sandy Beach. Am 3. September 2010 erschien das Medley erstmals als Single im deutschsprachigen Raum, nachdem B1 Recordings und Universal Music die Liedrechte, die unter anderem Kamakawiwoʻoles Witwe gehörten, von Mountain Apple erwarben. Laut Wolfgang Boss, Labelinhaber von B1 Recordings, war ein Jahr lang Überzeugungsarbeit nötig, bis er die Rechte erlangte. Im deutschsprachigen Raum erschien Somewhere over the Rainbow / What a Wonderful World als 2-Track-Single auf CD, mit der B-Seite Over the Rainbow sowie in einer erweiterten Fassung mit dem dazugehörigen Musikvideo. Einen Monat später, am 28. Oktober 2010, erschien im deutschsprachigen Raum ein Remix des deutschen DJs Nilow. Diese Version gab es als Einzeltrack zum Download. 2011 wurde das Lied What a Wonderful World europaweit als eigenständige Single veröffentlicht. Die CD erschien als 2-Track-Single mit der B-Seite Kaleohano.
Das Medley beziehungsweise die beiden Lieder dienten in IZ’s Interpretation als Soundtrack zahlreicher Kino- und TV-Produktionen, so unter anderem für Rendezvous mit Joe Black (1998), Forrester – Gefunden! (2000), 50 erste Dates (2004), Die Maske 2: Die nächste Generation (2005), Die Gebrüder Weihnachtsmann (2007) oder auch Diana and I (2017).

## Inhalt
Der Text des Medleys ist in englischer Sprache verfasst; der Titel bedeutet ins Deutsche übersetzt: „Irgendwo über dem Regenbogen / Was für eine wundervolle Welt“. Inhaltlich handelt das Lied von der Hoffnung, dass die schlimmen Zeiten eines Tages vorbei sein werden. Das Stück What a Wonderful World ist Teil der Grammy Hall of Fame und erzählt von der Schönheit der Welt sowie den Glücksmomenten im alltäglichen Leben.
IZ greift in seinem Medley die Texte beider Lieder auf. Seine Darbietung beginnt in seiner Ursprungsfassung mit der Zeile: „’Kay, this one’s for Gabby“ (englisch für „Okay, das hier ist für Gabby“). Dabei handelt es sich um eine Hommage an Gabby Pahinui, einen hawaiischen Steel-Gitarristen, Meister der Slack-Key-Technik und Schlüsselfigur der Hawaiian Renaissance. In späteren Versionen wurde das Intro weggelassen. Der Hauptteil des Medleys beginnt mit dem Lied Over the Rainbow, wobei die Zeilenreihenfolge gegenüber dem Original abgeändert wurde. IZ singt zunächst die beiden Strophen nacheinander, ehe er den Refrain interpretiert. Auf den Refrain von Over the Rainbow folgt der Liedtext von What a Wonderful World, der in seiner Originalfassung dargeboten wird. Nach dem Ende von What a Wonderful World endet das Lied mit einer Wiederholung des Refrains von Over the Rainbow.

## Musikvideo
Ein Musikvideo zum gesamten Medley erschien nicht, allerdings ein Video zu Over the Rainbow, das am 12. April 2010 auf YouTube Premiere hatte. Die erste Hälfte ist ein Zusammenschnitt mit Szenen von IZ, der zweite Teil zeigt seine Seebestattung. Die Gesamtlänge des Videos beträgt 3:47 Minuten. Regie führte Jon de Mello. Bis August 2021 zählte das Musikvideo über 1,1 Milliarden Aufrufe bei YouTube.

## Rezeption

### Rezensionen
- Artur Schulz vom deutschsprachigen Online-Magazin laut.de ist in einer Rezension zu Somewhere over the Rainbow – The Best Of der Meinung, der Erfolg von Somewhere over the Rainbow / What a Wonderful World liege in ihrer stimmigen „Schlichtheit“ begründet. Begleitet von einer Ukulele, ringe IZ den beiden Songs mit samtiger, gefühlvoller Stimme neue „Nuancen“ ab. Das Album bekam drei von fünf Sternen.[23]
- Isabel von Glahn vom deutschen Hörfunksender 1 Live sagt, IZ habe mit seiner „prägnanten Stimme“ und einer „sehr reduzierten“ gezupften Gitarre eine ganz „besondere Atmosphäre“ geschaffen.[24]

### Preise
Am 24. März 2011 wurde Somewhere over the Rainbow / What a Wonderful World mit einem Echo Pop in Deutschland ausgezeichnet. Das Lied gewann in der Kategorie „Hit des Jahres“ und konnte sich dabei gegen Geboren um zu leben (Unheilig), Satellite (Lena), Waka Waka (This Time for Africa) (Shakira feat. Freshlyground) und We No Speak Americano (Yolanda Be Cool & DCUP) durchsetzen. Mit dem Jahrgang 2020 wurde das Medley als eines von 25 Liedern in die National Recording Registry aufgenommen, die Bekanntgabe war am 24. März 2021.

## Kommerzieller Erfolg

### Chartplatzierungen
Somewhere over the Rainbow / What a Wonderful World erreichte in Deutschland die Chartspitze der Singlecharts und konnte sich zwölf Wochen an ebendieser, 24 Wochen in den Top 10 sowie 61 Wochen in den Top 100 platzieren. Das Lied zählt in Deutschland zu einem der Stücke, die am längsten an der Chartspitze blieben. In Österreich erreichte die Single mit Rang vier ihre beste Platzierung und hielt sich neun Wochen in den Top 10 und 55 Wochen in den Charts. In der Schweiz erreichte die Single Rang drei und platzierte sich 15 Wochen in den Top 10 sowie 68 Wochen in den Top 100. In den britischen Charts erreichte Somewhere over the Rainbow / What a Wonderful World in 22 Chartwochen mit Rang 44 seine beste Chartnotierung. Für IZ war es in allen vier Ländern jeweils der erste Single-Charterfolg. Im Vereinigten Königreich platzierte sich das Medley erstmals 2007 in den Charts, im deutschsprachigen Raum 2010. In den Vereinigten Staaten verfehlte das Lied den Einstieg in die Billboard Hot 100, konnte sich jedoch an der Chartspitze der World Digital Songs platzieren, wo es mit 332 Wochen an der Chartspitze Rekordhalter ist. Darüber hinaus erreichte die Single die Chartspitze in Belgien (Wallonie) sowie die Chartspitze in Frankreich.
2010 platzierte sich Somewhere over the Rainbow / What a Wonderful World an der Chartspitze der deutschen Single-Jahrescharts sowie auf Rang 28 in Österreich und Rang 39 in der Schweiz. 2011 platzierte sich die Single nochmals auf Rang 37 in Deutschland und Rang 16 in der Schweiz. In den Dekadencharts der 2010er-Jahre platzierte sich das Lied auf Rang 16 in Deutschland.
| ChartsChartplatzierungen     | Höchstplatzierung | Wochen |
| ---------------------------- | ----------------- | ------ |
| Deutschland (GfK)            | 1 (61 Wo.)        | 61     |
| Österreich (Ö3)              | 4 (55 Wo.)        | 55     |
| Schweiz (IFPI)               | 3 (68 Wo.)        | 68     |
| Vereinigtes Königreich (OCC) | 44 (22 Wo.)       | 22     |

| ChartsJahrescharts (2010) | Platzierung |
| ------------------------- | ----------- |
| Deutschland (GfK)         | 1           |
| Österreich (Ö3)           | 28          |
| Schweiz (IFPI)            | 39          |

| ChartsJahrescharts (2011) | Platzierung |
| ------------------------- | ----------- |
| Deutschland (GfK)         | 37          |
| Schweiz (IFPI)            | 16          |

| ChartsJahrescharts (2010–2019) | Platzierung |
| ------------------------------ | ----------- |
| Deutschland (GfK)              | 16          |

### Auszeichnungen für Musikverkäufe
2011 wurde Somewhere over the Rainbow / What a Wonderful World vom Bundesverband Musikindustrie mit einer doppelten Platin-Schallplatte für über 600.000 verkaufte Einheiten in Deutschland ausgezeichnet. Weltweit wurde die Single mit drei Goldenen Schallplatte sowie sieben Mal mit Platin ausgezeichnet. Den Quellenangaben und Schallplattenauszeichnungen zufolge verkaufte sich die Single über 5,6 Millionen Mal.

| Land/Region                  | Auszeichnungen für Musikverkäufe (Land/Region, Auszeichnung, Verkäufe) | Verkäufe  |
| ---------------------------- | ---------------------------------------------------------------------- | --------- |
| Belgien (BRMA)               | Platin                                                                 | 30.000    |
| Dänemark (IFPI)              | Gold                                                                   | 7.500     |
| Deutschland (BVMI)           | 2× Platin                                                              | 600.000   |
| Frankreich (SNEP)            | —                                                                      | 305.500   |
| Italien (FIMI)               | Platin                                                                 | 100.000   |
| Österreich (IFPI)            | Platin                                                                 | 30.000    |
| Schweiz (IFPI)               | 2× Platin                                                              | 60.000    |
| Spanien (Promusicae)         | Platin                                                                 | 60.000    |
| Vereinigte Staaten (RIAA)    | Platin                                                                 | 4.200.000 |
| Vereinigtes Königreich (BPI) | Platin                                                                 | 600.000   |
| Insgesamt                    | 1× Gold · 10× Platin ·                                                 | 5.993.000 |

## Coverversionen

### Coverversion von Robin Schulz, Alle Farben und IZ

#### Entstehung und Veröffentlichung
Die beiden deutschen DJs Alle Farben und Robin Schulz veröffentlichten eine Remixversion von Somewhere over the Rainbow / What a Wonderful World, bei der IZ als offizieller Gastsänger aufgeführt wird. Das Lied erschien als Single bei Warner Music am 9. Juli 2021. Die Single erschien als Einzeltrack zum Download und Streaming. Bei diesem Remix handelt es sich um die erste Zusammenarbeit von Alle Farben und Schulz. Alle Farben selbst erwähnte in einem Interview, sie hätten beide schon lange den Wunsch gehabt, einen Titel gemeinsam aufzunehmen. Im Jahr vorher hatten beide schon Remakes bekannter Titel der 1990er-Jahre veröffentlicht. So arbeitete Alle Farben mit Fools Garden zusammen und veröffentlichte eine Neuauflage zu Lemon Tree (8. Januar 2021) und Schulz spielte zusammen mit Wes eine neue Version von Alane (19. Juni 2020) ein. Die Entscheidung für eine Neuauflage des Medleys begründete Schulz damit, dass er einfach diesen „gesamten Vibe liebe“. Das Lied habe etwas sehr Gefühlvolles und über Jahre hinweg immer wieder etwas in ihm ausgelöst. An der Komposition und dem Text wurde nichts geändert, lediglich die Geschwindigkeit und der Klang wurden überarbeitet; so finden sich neben der Ukulele auch Keyboard-Klänge in dieser Version wieder. Die Urheber sind wie bei den Originalen Harold Arlen, George Douglas, E. Y. Harburg und George David Weiss. Produziert wurde der Remix von Alle Farben und Schulz selbst, zusammen mit dem deutschen Produzententeam Junkx (bestehend aus: Dennis Bierbrodt, Stefan Dabruck, Jürgen Dohr und Guido Kramer). Das Einspielen der Keyboards sowie die Programmierung erfolgten durch die Zusammenarbeit von Junkx und Schulz. Das Produzententeam war darüber hinaus für die Abmischung und das Engineering zuständig. Das Mastering übernahm Monoposto Mastering, unter der Leitung von Michael Schwabe.
Um das Lied zu bewerben, lud Schulz zwei Tage vor der Singleveröffentlichung einen Beitrag auf seinem Instagram-Profil hoch, in dem er auf die Zusammenarbeit zwischen ihm und Alle Farben hinwies. Am Tag des Erscheinens der Single wurde zunächst ein Lyrikvideo auf dem YouTube-Profil von Schulz veröffentlicht. Am 26. Juli 2021 folgte das reguläre Musikvideo, das in Palm Springs (Kalifornien) gedreht wurde. Es zeigt die Geschichte einer Frau (gespielt von Ivy Matheson) und eines Mannes (gespielt von Alejandro Pelayo), die sich bei verschiedenen Feierlichkeiten immer wieder nahekommen. Regie führte Daniel Carberry. Am 25. August 2023 erschien das Lied als Teil von Schulz’ fünftem Studioalbum Pink.

#### Rezeption
GfK Entertainment kürte das Lied zum „Song des Tages“ am 15. Juli 2021.
In Deutschland erreichte das Lied Rang 82 der Singlecharts und platzierte sich drei Wochen in den Top 100. Für Schulz als Interpret ist es der 22. Charterfolg in Deutschland. Alle Farben platzierte sich hiermit zum zwölften Mal mit einem Titel in den deutschen Charts. Für IZ ist es nach seiner Soloaufnahme der zweite Charterfolg in den deutschen Singlecharts. Darüber hinaus platzierte sich der Remix auf Rang sechs der Downloadcharts, Rang acht der Airplaycharts sowie auf Rang 17 der Dancecharts. 2021 platzierte sich das Lied auf Rang 69 der deutschen Airplay-Jahrescharts.
| ChartsChartplatzierungen | Höchstplatzierung | Wochen |
| ------------------------ | ----------------- | ------ |
| Deutschland (GfK)        | 82 (3 Wo.)        | 3      |

### Weitere Coverversionen
- Der puerto-ricanische Jazzflötist Néstor Torres spielte das Medley für sein 1994 erschienenes Album Burning Whispers ein.[66]
- Der britische Popsänger Cliff Richard nahm das Medley für sein Studioalbum Wanted im Jahr 2001 auf.[67] Im selben Jahr erschien es auch als Single.[68]
- Die kanadische Pop- und Folklore-Sängerin Aselin Debison coverte das Medley für ihr zweites Album Sweet Is the Melody, welches erstmals am 11. Oktober 2002 erschien.[69]